# 祇園物語
『祇園物語』（ぎおんものがたり）は、江戸時代初期の仮名草子。『清水物語』の内容について、仏教の立場から論評したものである。寛永（1622年 - 1644年）末年頃までに刊行された。著者名は不明だが、貞享の『書籍目録』に「清水修行」とあることから清水寺の僧によるものと考えられており、清水寺執行の宗親が著者だと推定されている。